# 金融サービス制度を検討する会
金融サービス制度を検討する会とは、自民党所属議員からなる上限金利や貸金業法改正などを検討する議員連盟。
サラ金業者でつくる全国貸金業政治連盟（全政連）の小倉利夫名誉会長が「（グレーゾーン金利を維持のための）議員連盟をつくってほしい」と、何人かの自民党の議員に陳情し、その三ヶ月後に誕生した。
西川公也は「年29.2％という金利は決して高くない。本来は、健全な市場競争で決める自由金利であるべき。」と発言しているなど、グレーゾーン金利の維持どころか、規制の撤廃を目指している。

## 過去の参加者
- 相澤英之（会長・2003年に落選）
- 宇野治（メンバー・2009年に落選）
- 保岡興治（顧問・2017年に引退）
- 西川公也（事務局長・2017年に落選）
- 甘利明（代表世話人・2024年に落選）